# Szunak
Szunak (kaz. Шұнақ; ros. Шунак) – krater uderzeniowy położony w obwodzie karagandyjskim w Kazachstanie. Skały krateru odsłaniają się na powierzchni ziemi.

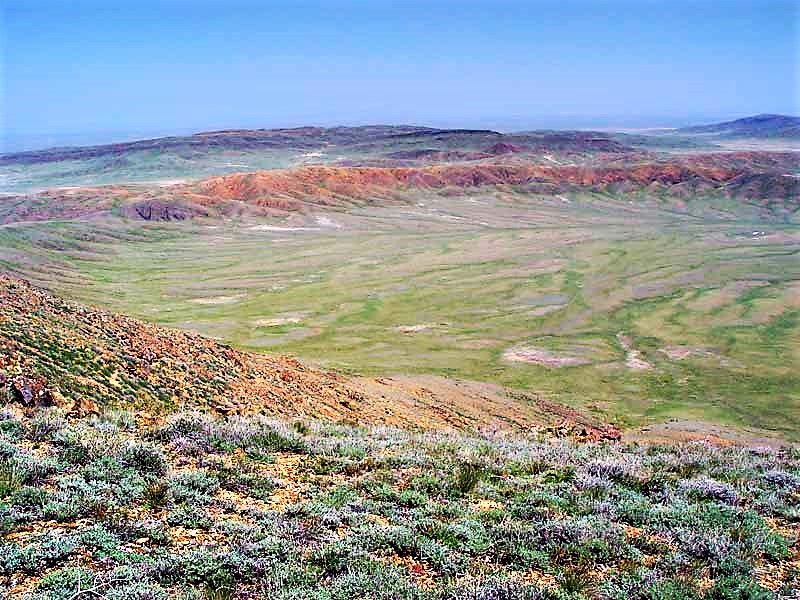
Wnętrze krateru

Krater ma 2,8 km średnicy i powstał około 45 milionów lat temu, w eocenie, w skałach krystalicznych. Pierścień skał tworzących ściany krateru wyróżnia się w otaczającym terenie, jego wnętrze wypełniają gliniaste osady.